# Chinese Estates

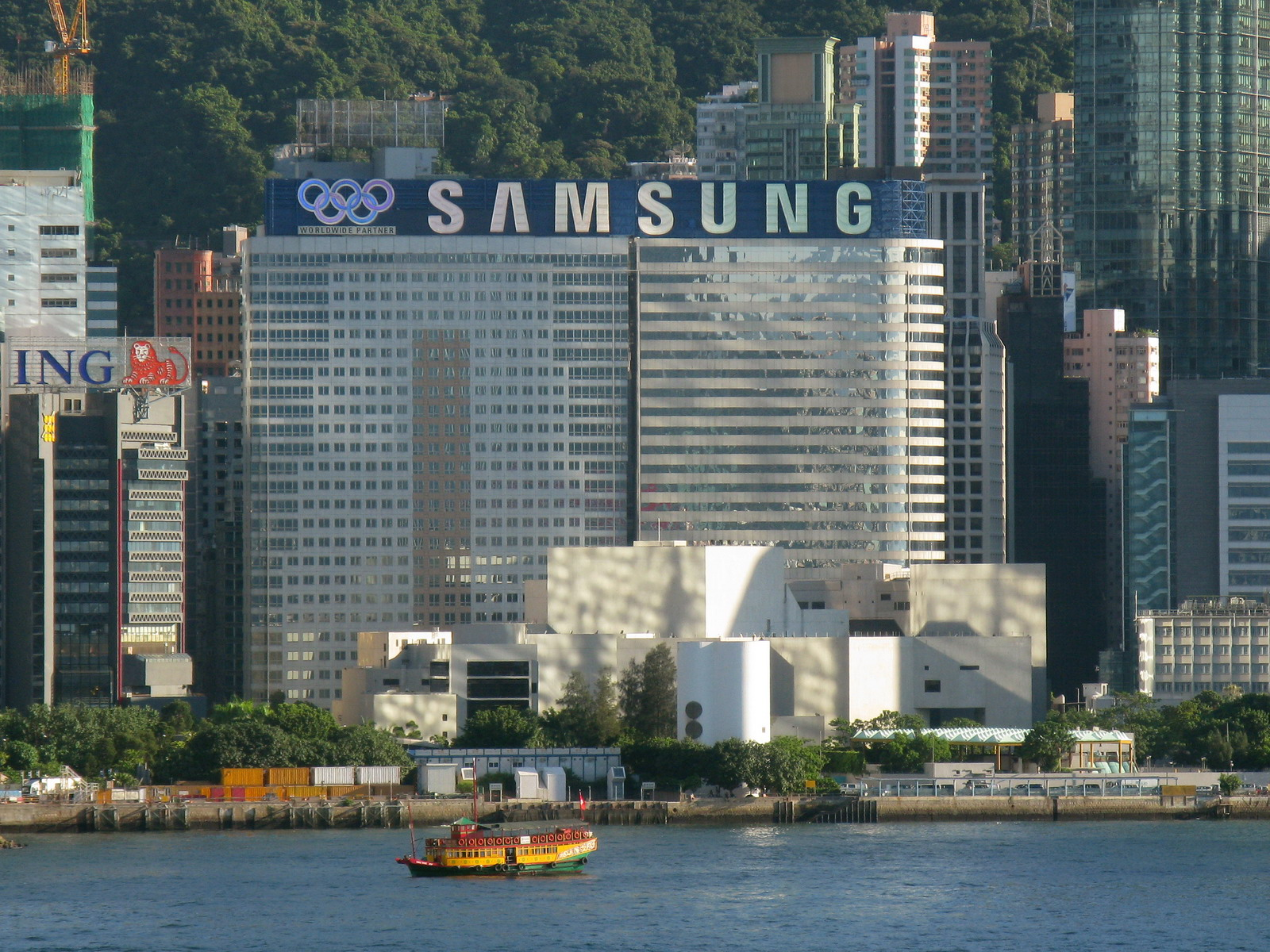
Штаб-квартира Chinese Estates Group в Гонконге

Chinese Estates Group (華人置業) — один из крупнейших операторов офисной, торговой и жилой недвижимости Гонконга. В состав группы входят три компании, котирующиеся на Гонконгской фондовой бирже — Chinese Estates Holdings, Chi Cheung Investment Company и G-Prop Holdings. Основные владельцы Chinese Estates Group — миллиардеры Джозеф и Томас Лау.  
Компания основана в 1986 году. По состоянию на март 2011 года в Chinese Estates работало 0,3 тыс. человек, рыночная стоимость корпорации составляла почти 3,2 млрд. долларов, а продажи — 0,3 млрд. долларов. Основные активы группы в области недвижимости расположены в Гонконге (Инди-хоум и The ONE), Макао и материковом Китае (Chinese Estates Holdings владеет 6,5 % акций крупного оператора недвижимости Evergrande Group). 
Кроме профильного бизнеса Chinese Estates Group имеет интересы в сфере финансовых услуг и розничной торговли косметикой, а также контролирует пакеты акций оператора недвижимости Power Jade и тоннеля «Истерн Харбор Кроссинг», соединяющего Гонконг и Коулун.  